# Нансе (фрукт)
Нансе (Byrsonima crassifolia) — вид квіткових рослин з роду Byrsonima родини мальпігієві. Інша назва «бирсоніма товстолисна».

## Опис
Є невисоким вічнозеленим деревом, рідко досягає у висоту 10 м. Воно має широку крону, шкірясте листя еліптичної форми з витягнутою або тупою верхівкою і клиноподібною основою. Листя від 3,2 до 17 см завдовжки і від 4 до 7 см завширшки. На гілках розташовуються почергово. Квітки золотавого або помаранчевого забарвлення, зібрані в довгі китиці завдовжки до 20 см.

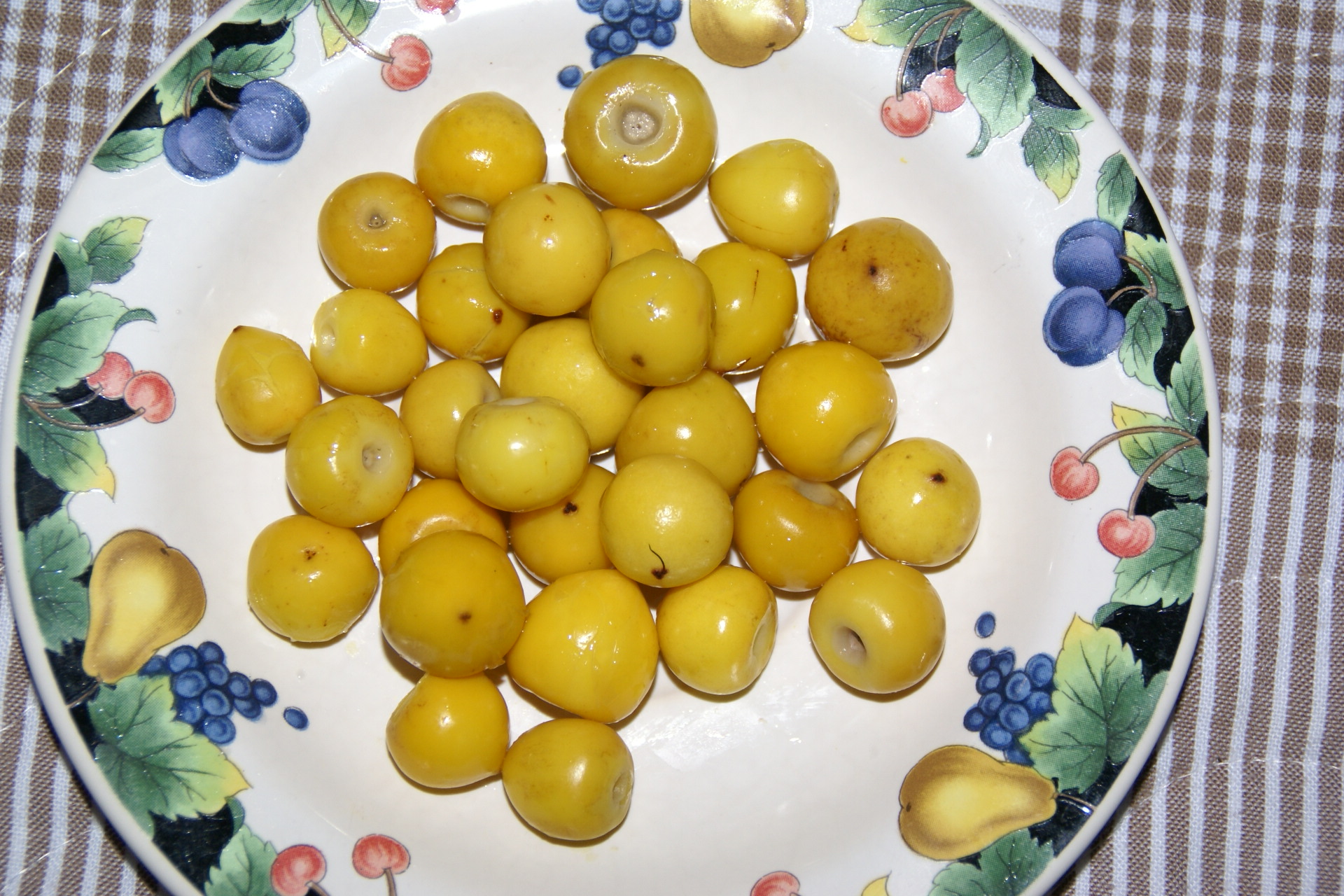
Плоди нансе

Плоди представляють собою круглі або трохи сплощені кістянки діаметром від 8 до 12 мм, з глянцевою і тонкою шкіркою помаранчево-жовтого кольору. Всередині плодів міститься масляниста соковита м'якоть білого кольору, кисла або солодка на смак, нерідко з різким запахом. Кісточка міститься в центрі м'якоті, вона тверда, неправильної форми, включає в себе 1-3 насінини. На повітрі плоди дуже швидко псуються, але якщо їх залити водою, то в такому вигляді вони можуть зберігатися кілька місяців.
Енергетична цінність становить 73 ккал, мість: білки — 0,66 г; жири — 1,16 г; вуглеводи — 0 г.

## Вирощування
Росте на різних висотах, навіть у горах до 1800 м над рівнем моря. Полюбляє вологий тропічний та субтропічний клімат. Чудово себе почуває в домашніх умовах, тому її можна вирощувати як кімнатна або оранжерейна рослина. Вона не вимагає якогось особливого догляду (полив і підгодівля).
На самому початку потрібно лише подбати про ґрунт: вона повинна бути пухким, родючим і добре зволоженим. Рослина не любить потрапляння прямих сонячних променів, тому краще висаджувати і вирощувати його в півтіні. Якщо дотримати ці нескладні умови, то вже через 3-4 роки після посадки можна спробувати перші плоди.

## Застосування
Плоди цієї рослини можна їсти свіжими. Нерідко їх відварюють і їдять як десерт, або додають у соуси і супи. З плодів також прийнято робити напої (алкогольні та безалкогольні). Недостиглі фрукти іноді використовуються для фарбування бавовняних тканин, при цьому барвники, що містяться в шкірці фруктів, надають їм блідо-коричневий відтінок.
Фрукт містить велику кількість різноманітних біологічно активних речовин, які сприятливо позначаються на організмі людини. У цьому фрукті досить багато вітаміну К, який збільшує згортання крові. Тому плід корисний при внутрішніх кровотечах, пораненнях, що важко гояться, виразках і опіках. Аскорбінова кислота, яка також є в нансе, зміцнює імунітет і проявляє універсальні антиоксидантні властивості. Багато в цьому фрукті фолієвої кислоти, яка необхідна вагітним жінкам для виношування здорового малюка. Багата на вітамін А, який вельми сприятливий для зору, необхідний для здоров'я шкіри, волосся і нігтів.
Фосфор, що входить до складу нансе, необхідний для здоров'я кісток і зубів, він також бере найактивнішу участь у синтезі білків, тому необхідний для нормального білкового обміну. Магній у складі нансе сприятливо позначається на роботі серцево-судинної і нервової систем, поліпшує стан м'язової тканини, перешкоджає виникненню спазмів.
Настій кори з давніх пір використовується як жарознижувальний і в'яжучий засіб, тому його часто вживають для лікування діареї, при болю в животі, диспепсії, поганому травленні. Застосовуються при лікуванні захворювань нирок, застуди, цукрового діабету.
Плоди мають помірну тонізуючу властивість. Вважається, що вживання відвару кори нансе сприяє профілактиці багатьох гінекологічних захворювань, запобігає викидням і сприяє більш легким пологам. Його використовують як зовнішній засіб для лікування корости. Відвар кори нансе і кедра в суміші використовується для промивання ран, накладення на місця укусів змій і комах.

## Розповсюдження
Батьківщиною є країни Центральної і Південної Америки (від центральної Мексики до Бразилії та Болівії), натепер культивується в Гаїті, на Кубі, Пуерто-Рико, на Малих Антильських островах, Ямайці та на Філіппінах.